# Tetraferriflogopite
La tetraferriflogopite è un minerale appartenente al gruppo delle miche.

## Etimologia
Il nome ricalca la struttura e la composizione chimica: è una flogopite con prevalenza di ferro ferroso (Fe2+) e ferro ferrico (Fe3+), quest'ultimo in coordinazione tetraedrica.